# Oblast'
L'oblast' (in ucraino e in russo область? ; in bulgaro e in serbo област?, oblast; in bielorusso вобласць?, voblasc'), in passato adattata raramente in oblasta, è un tipo di suddivisione territoriale presente in alcuni Stati slavi ed ex Repubbliche sovietiche. Tale termine viene tradotto con "regione" in lingue come l'italiano e l'inglese, anche se non va confuso con le suddivisioni territoriali di questi luoghi.
Alcuni Stati, nati in seguito alla dissoluzione dell'Unione Sovietica conservano i termini risalenti al periodo sovietico (oblysy in Kazakistan), altre (Tagikistan, Turkmenistan e Uzbekistan) usano la denominazione di tali suddivisioni che deriva dal termine arabo wilaya.

## Caratteri generali
Nell'ex Unione Sovietica il governo centrale era l'entità più alta nella piramide governativa; seguivano i governi nazionali. Quindi le oblast' si trovavano due scalini più in basso. In genere, una suddivisione di questo tipo è tipica di uno Stato con un potere centralizzato.
Secondo alcuni storici, nella creazione delle oblast' il governo sovietico applicava non ragioni meramente socioeconomiche o geografiche, ma anche specifici criteri politici: ad esempio, a volte i confini amministrativi delle regioni venivano modificati per destabilizzare o favorire equilibri politici, assicurare le migliori amministrazioni locali a un'industria, porre limiti ad attivisti antigovernativi, o altro ancora. Appare curioso notare come, secondo le teorie politiche bolsceviche, i requisiti sufficienti alla creazione di un'oblast' prevedevano criteri demografici e geografici: infatti esso doveva prevedere almeno un milione di individui e doveva nascere in una zona geografica precisa e facilmente delimitabile.
Alla luce degli eventi politici determinatisi negli ultimi anni di vita dell'Unione Sovietica, il ruolo dell'oblast' in quanto divisione amministrativa ha assunto una particolare rilevanza sia da un punto di vista giuridico sia da quello politico.
Infatti, secondo la legge del 3 aprile 1990, se all'interno di una repubblica che decideva il distacco dall'Unione vi era una regione autonoma, questa aveva diritto di scegliere attraverso una libera manifestazione di volontà popolare se seguire o meno la repubblica nel suo rendersi indipendente dall'URSS.
Proprio in conformità a tale legge si è formata la repubblica del Nagorno Karabakh, enclave armena in Azerbaigian. Il 30 agosto 1991 l'Azerbaigian deliberò di lasciare l'Unione e diede vita alla repubblica di Azerbaigian. Il 2 settembre il Soviet del Oblast' autonoma del Nagorno Karabakh decise di non seguire l'Azerbaigian e votò per la costituzione di un'entità statale autonoma. Il 26 novembre il Consiglio supremo dell'Azerbaigian riunito in sessione straordinaria votò una mozione per l'abolizione dello statuto autonomo del Karabakh, ma la Corte Costituzionale sovietica due giorni dopo la respinse in quanto non più materia sulla quale l'Azerbaigian poteva legiferare. Il 10 dicembre 1991 la neonata repubblica del Nagorno Karabakh-Artsakh approvò il referendum confermativo al quale fecero seguito le elezioni politiche. Il 6 gennaio venne ufficialmente proclamata la repubblica.
A seguito di tale pronunciamento l'Azerbaigian (che rivendicava il diritto all'integrità territoriale) intervenne militarmente e diede avvio alla prima guerra del Nagorno Karabakh. La neonata repubblica vantava a sua volta il diritto all'autodeterminazione fondato proprio sulla valenza giuridica dell'oblast' con riferimento alla citata legge. Il contenzioso politico e giuridico tra Armenia, Azerbaigian e Nagorno Karabakh rimane sempre in piedi dalla firma del cessate il fuoco del 1994.

### Stati ex-URSS
| Stato        | Suddivisione | Denominazione (al singolare) |
| ------------ | ------------ | ---------------------------- |
| Armenia      | 10 province  | marz - մարզ                  |
| Bielorussia  | 6 regioni    | voblasc' - вобласць          |
| Georgia      | 9 regioni    | mkhare - მხარე               |
| Kazakistan   | 14 regioni   | oblysy - облысы              |
| Kirghizistan | 7 regioni    | oblasty - областы            |
| Russia       | 46 regioni   | oblast' - область            |
| Tagikistan   | 4 regioni    | viloyat - вилоят             |
| Turkmenistan | 5 province   | welayat                      |
| Ucraina      | 24 regioni   | oblast' - область            |
| Uzbekistan   | 12 regioni   | viloyati                     |

### Russia
L'organizzazione del territorio russo prevede varie suddivisioni territoriali, motivate soprattutto da necessità di tipo organizzativo. La più grande suddivisione è la "Repubblica" (respublika), caratterizzata dal riferimento a gruppi nazionali diversi da quello russo, anche se non sempre i loro componenti raggiungono la maggioranza della popolazione, raramente monoetnica. Seguono gli "estesi territori" (kraj), le regioni (oblast'), le due "città d'importanza federale", Mosca e San Pietroburgo, e i "circondari (okrug) autonomi".
Le oblast' sono mere suddivisioni amministrative create nel corso del XX secolo, il cui nome deriva spesso dal nome della città capoluogo e constano in aggettivi femminili formati mediante l'aggiunta di un suffisso al nome della città, come ad esempio la regione di Novosibirsk, in russo Новосибирская область?, Novosibirskaja òblast'.
Casi particolari sono le regioni di Leningrado e di Sverdlovsk, che hanno mantenuto il nome del periodo sovietico (Leningradskaja òblast', Sverdlovskaja òblast'), mentre i capoluoghi hanno ripreso i loro nomi storici precedenti, San Pietroburgo ed Ekaterinburg.
Agli inizi del 2000 il presidente Vladìmir Putin ha drasticamente riformato lo stato delle oblast': pur rimanendo formalmente il secondo più importante livello nelle amministrazioni, sono di fatto sottoposte al controllo dei più ampi circondari federali.
Vi sono numerosi progetti che propongono riforme al sistema delle oblast' sia in Russia sia in Ucraina, riforme che promettono di favorire lo sviluppo dell'economia e della politica delle varie regioni.